# مملكة كرواتيا (هابسبورغ)
مملكة كرواتيا (بالكرواتية: Kraljevina Hrvatska) تقسيم إداري كان موجودًا بين عامي 1527 و1868 كجزء من ملكية هابسبورغ . كانت المملكة جزءًا من تاج القديس ستيفن، ولكن لفترة طويلة من وجودها، بما في ذلك سنواتها الأخيرة، كانت مباشرة تحت حكم الإمبراطورية النمساوية المتمركزة في زغرب .تأسست عام 1527 وزالت عام 1868.
حتى القرن الثامن عشر، كانت مملكة هابسبورغ الكرواتية تتألف من جزء صغير فقط من شمال غرب كرواتيا اليوم حول زغرب ، وشريط صغير حول رييكا لم يكن جزءًا من الدولة العثمانية أو جزءًا من الحدود العسكرية مع آل هابسبورغ. بين عامي 1744 و1868، كانت مملكة كرواتيا مملكة مستقلة تابعة لمملكة سلوفينيا . احتلت الدولة العثمانية أراضي مملكة سلوفينيا لفترة من الوقت وأصبحت جزءًا من حدود هابسبورغ العسكرية. وفي عام 1744، تم تنظيم هذه المناطق تحت اسم مملكة سلوفينيا وتضمنت مملكة كرواتيا. وفي عام 1849، انفصلت الإمبراطوريتان تمامًا وشكلتا قسمين إداريين مختلفين. في عام 1868، شكلت المملكتان مرة أخرى مملكة، والتي كانت تسمى مملكة كرواتيا-سلوفينيا .

## حكم هابسبورغ

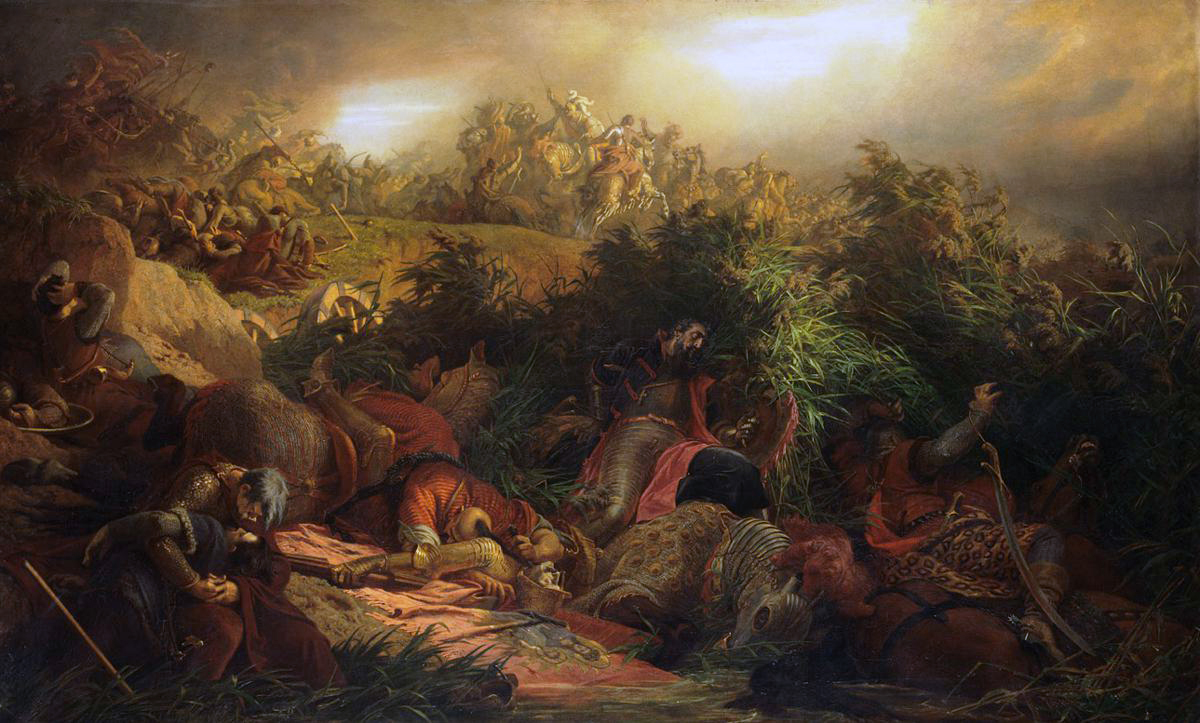
معركة موهاج بقلم برتالان سيكي

بعد معركة موهاج عام 1527، كان على النبلاء الكرواتيين والمملكة المجر اتخاذ قرار بشأن ملك جديد. صوت معظم النبلاء الكرواتيين في الانتخابات البرلمانية وانتخبوا ملك النمسا فرديناند الأول، الإمبراطور الروماني المقدس من ملكية هابسبورغ . عارض بعض النبلاء الحكم وبعضهم دعم يانوش زابوليا ، ولكن عندما توفي يانوش زابوليا عام 1540، ساد خيار هابسبورغ.

## الفتح العثماني
وبالنظر إلى أن تغيير القيادة كان بعيدًا عن حل الحرب مع العثمانيين، فقد توسعت الإمبراطورية العثمانية تدريجيًا في القرن السادس عشر، وأجزاء كثيرة من سلوفينيا وغرب البوسنة وليكا وكرواتيا، التي كانت تحت حكم هابسبورغ. لمدة 25 عاماً تقريباً، واحتلت مساحة 20 ألف كيلومتر مربع. وفي عام 1558م، اتحد برلمانا كرواتيا وسلوفينيا بعد قرون. مستفيدًا من تناقضات ماكسيميليان الثاني زغمونت الثاني أوغست ، شن السلطان سليمان القانوني غزوه السادس للمجر عام 1565 بـ100.000 جندي. استولى الجيش العثماني على الجزء الشمالي من قلعة زغتفار الحدودية بعد عشر سنوات. بأمر من الشاه، في عامي 1553 و1578، أصبحت أجزاء كبيرة من كرواتيا وسلوفينيا، التي كانت متاخمة للإمبراطورية العثمانية، حدودًا عسكرية وتمت السيطرة عليها مباشرة من المقر العسكري في فيينا. بسبب قربها الخطير من الجيش العثماني، تم إخلاء المنطقة من السكان. لذلك قررت النمسا إنشاء اتحاد عرقي من خلال تشجيع الصرب والألمان والمجريون والتشيك والسلوفاك والروسين والأوكرانيون وغيرهم من السلاف على الانتقال إلى الحدود العسكرية. اشتدت الآثار السلبية للعبودية في عام 1573 عندما شارك الفلاحيين في الأجزاء الشمالية من كرواتيا وسلوفينيا في ثورة الفلاحين الكروات والسلوفينييين ضد أسيادهم بسبب الضرائب غير المعقولة واغتصاب النساء. كان ماتياس جوبيك هو زعيم هذا التمرد، الذي تم قمعه أخيرًا بعد 12 يومًا من بداية التمرد. وبعد ذلك بوقت قصير، تم إعدام ماتياس وآلاف آخرين علنًا.
بعد سقوط قلعة بيخاتش على يد الوزير البوسني حسن باشا عام 1592، لم يبق سوى جزء صغير من كرواتيا. يتم تقديم 16.800 كيلومتر مربع حيث يعيش 400.000 شخص على أنها بقايا مملكة كرواتيا الشهيرة والعظيمة.

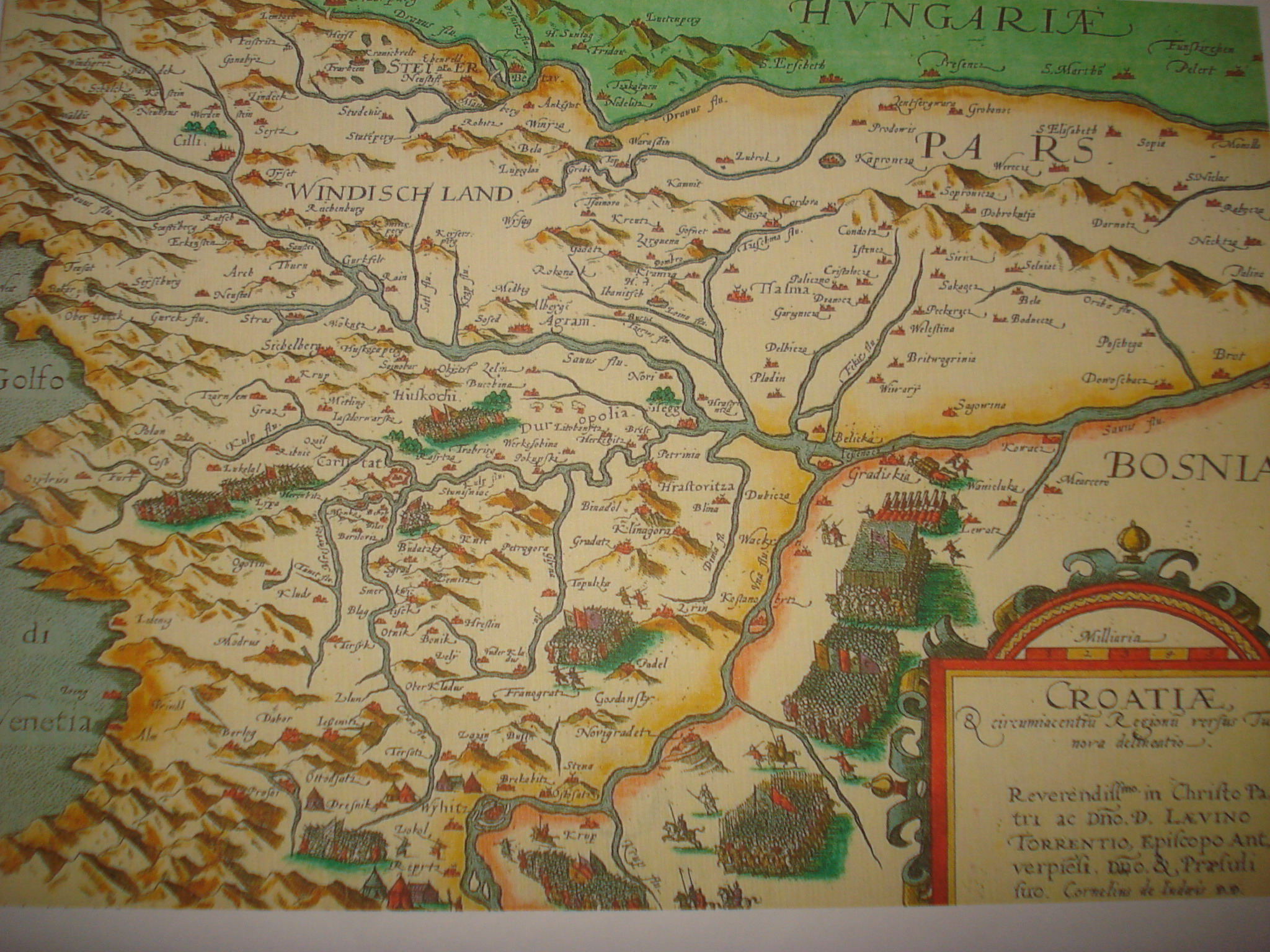
خريطة قديمة لكرواتيا في أواخر القرن السادس عشر